# جيمس كوسمو
جيمس كوسمو (بالإنجليزية: James Cosmo)‏ (مواليد 24 مايو 1948 في اسكتلندا)، هو ممثل اسكتلندي بدأ مسيرته الفنية عام 1965. اشتُهر بظهوره بفيلم ساكن الجبال، وفيلم قلب شجاع، وفيلم سجلات نارنيا: الأسد، الساحرة وخزانة الملابس، وفيلم طروادة. كما شارك بمسلسل صراع العروش.

## الأعمال

### الأفلام
- ساكن الجبال (1986)
- إيما (1996)
- طروادة (2004)
- سجلات نارنيا: الأسد، الساحرة وخزانة الملابس (2005)
- الفيلق الأخير (2007)

### مسلسلات
- مسلسل ميرلين (2008 - 2012)
- مسلسل فلاش فورورد (2009 - 2010)
- مسلسل كاسل (2009)
- مسلسل أبناء الفوضى (2008)
- مسلسل صراع العروش (2010)

## وصلات خارجية
- جيمس كوسمو على موقع IMDb (الإنجليزية)
- جيمس كوسمو على موقع روتن توميتوز (الإنجليزية)
- جيمس كوسمو على موقع ألو سيني (الفرنسية)
- جيمس كوسمو على موقع ميوزك برينز (الإنجليزية)
- جيمس كوسمو على موقع تيرنر كلاسيك موفيز (الإنجليزية)
- جيمس كوسمو على موقع أول موفي (الإنجليزية)
- جيمس كوسمو على موقع قاعدة بيانات الأفلام السويدية (السويدية)
- جيمس كوسمو على موقع ديسكوغز (الإنجليزية)
- جيمس كوسمو على موقع قاعدة بيانات الفيلم (الإنجليزية)
- جيمس كوسمو على موقع كينوبويسك (الروسية)